# Ingrid Urdahl
Ingrid Urdahl (* 2. Februar 1984) ist eine ehemalige norwegische Skilangläuferin.

## Werdegang
Urdahl, die für den Høybråten og Stovner IL startete, lief im Dezember 2002 in Gåsbu ihre ersten Rennen im Continental-Cup. Dabei belegte sie den 38. Platz in der Verfolgung und den 22. Platz über 5 km klassisch. Bei den Junioren-Weltmeisterschaften 2004 in Stryn kam sie auf den 21. Platz im Sprint und auf den 13. Rang im 15-km-Massenstartrennen. Ihr erstes Weltcuprennen absolvierte sie Februar 2004 in Trondheim, welches sie auf dem 46. Platz im Sprint beendete. Im Februar 2005 holte sie in Reit im Winkl mit dem 11. Platz im Sprint ihre ersten Weltcuppunkte und erreichte damit ihre beste Platzierung im Weltcup. Ihr neuntes und damit letztes Weltcuprennen lief sie im März 2008 in Drammen. Dabei errang sie den 20. Platz im Sprint. Zudem nahm sie von 2002 bis 2009 an FIS-Rennen und holte dabei einen Sieg.